# Bile jezik
Bile jezik (bili, billanchi, bille, kunbille; ISO 639-3: bil), jezik skupine jarawa kojim govori oko 30 000 ljudi (1992) duž rijeke Benue u nigerijskoj državi Adamawa..
Srodan je jeziku mbula-bwazza [mbu]. U upotrebi su i hausa [hau] or fulfulde [fuv]. Etnička populacija: 45 000.

## Vanjske poveznice
- Ethnologue (14th)
- Ethnologue (15th)